# Semjon Sergejewitsch Bobrow

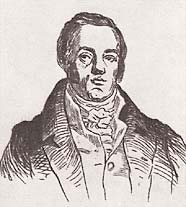
Semjon Sergejewitsch Bobrow

Semjon Sergejewitsch Bobrow (russisch Семён Сергеевич Бобров; * zwischen 1763 und 1765 in Jaroslawl; † 22. Märzjul. / 3. April 1810greg. in Sankt Petersburg) war ein russischer Dichter und Beamter.

## Leben
Bobrow wuchs als Sohn eines Geistlichen auf. Mit 19 Jahren trat er in das geistliche Seminar in Moskau ein. 1780 wechselte er ans Gymnasium der Moskauer Universität, 1782 immatrikulierte er an der Moskauer Universität, wo er 1785 seinen Abschluss machte. Ab dem Jahre 1784 trat er mit Druckschriften an die Öffentlichkeit. Nach Abschluss seiner Studien ging er nach St. Petersburg. 1787 trat er in die Senatsverwaltung für heraldische Angelegenheiten ein. Er arbeitete auch als Übersetzer im Admiralitätskollegium und war Mitglied der Gesetzgebungskommission. Ab 1792 diente er in der Schwarzmeer-Admiralitätsverwaltung unter Admiral N.S. Mordwinow und verbrachte rund zehn Jahre im Süden Russlands.
In den 1800er Jahren veröffentlichte Bobrow in Zeitschriften, die der Gesellschaft der Literatur-, Wissenschaft- und Kunstfreunde (russ.: Вольному обществу любителей словесности, наук и художеств) nahestanden, wie der Nordische Bote, Lyzeum und Blumengarten (russ.: Северный вестник, Лицей, Цветник), 1807 wurde er offiziell Mitarbeiter der Gesellschaft. 1805 nahm er mit seinem Pamphlet „Vorgänge im Schattenreich, oder das Schicksal der russischen Sprache“ (russ.: Происшествие в царстве теней, или Судьбина российского языка) am Sprachenstreit auf Seiten der „Archaisten“ teil, was negative Reaktionen der sogenannten „Karamsinisten“ hervorrief, die ihn als „Bibris“ (vom lateinischen bibere – trinken) verleumdeten. Durch diese epigrammatischen Anspielungen Wjasjemskis, Batjuschkows und Puschkins – der ihn „den schweren Bibrus“ nannte – wurde Bobrows Name vor dem Vergessen bewahrt...
Gegen Ende seines Lebens wurde er zum Trinker und lebte in Armut. Er starb in St. Petersburg an Tuberkulose und wurde auf dem Wolkowo-Friedhof beigesetzt.

## Literarische Tätigkeit
Er war ein wahrhaft gewichtiger Schriftsteller, wie schon die Titel seiner gewaltigen Bücher bezeugen, z. B. Рассвет полночи, или Созерцание славы, торжества и мудрости порфироносных, браненосных и мирных гениев России, с исследованием дидактических, эротических и других разного рода в стихах и прозе опытов (etwa: „Anbruch der Mitternacht, oder Betrachtung zu Ruhm, Werk und Weisheit der herrschenden, kriegführenden und zivilen Genies Russlands, mit einem Anhang lehrreicher, erotischer und verschiedener sonstiger Anschauungen in Vers und Prosa“). Außer langen Gedichten («Таврида, или Мой летний день в Таврическом Херсонесе» (etwa: „Taurien, oder Mein Sommertag auf der taurischen Chersones“), der bereits erwähnte «Рассвет полночи», «Древняя ночь вселенной, или Странствующий слепец»), schrieb und übersetzte Bobrow Oden und Werke moralisch-didaktischen Inhalts; als einer der Ersten in Russland interessierte er sich für englische Literatur.
Er war Mystiker, aber sein Mystizismus war hell und human; sein mystisches Gefühl speiste sich aus der Literatur, was in ihm die Liebe zur Symbolisierung weckte, die er dann nicht selten zu Übertreibung und ins Extreme trieb.
Viele seiner Zeitgenossen hoben seine dichterische Begabung hervor. Besonders Derschawin war von seinem Werk „hingerissen“, Krylow schrieb im Jahre 1822 über das „Eigenmächtige und Ungebändigte“ des „Genies Bobrow“, Küchelbecher sprach von der „Erhabenheit“ seines Talents, und Gribojedow schließlich schärfte seine eigene künstlerische Meisterschaft, indem er das bekannte „Taurien...“ immer und immer wieder las.
Neben solchen positiven Bewertungen gab es jedoch auch gänzlich entgegengesetzte: lange vor Wjasjemski, Batjuschkow und Puschkin erinnerte Radischtschew in seinem Gedicht „Bowa“ spottend an ihn. Die Zeitgenossen vermochten Bobrow nicht als Literaturtheoretiker mit gefestigten und sogar weitblickenden Einsichten zu würdigen. Zu seiner Zeit empfand Bobrow es schon als harten Kampf, den gewonnenen Gedanken angemessen und prägnant in Worte zu fassen. „Die Sprache ist leicht, aber wie trügerisch auch! Verliert sie doch nicht selten auf dem Weg durch unser Gehör ihre Richtigkeit...“ (russ.: «Язык легок, но сколь обманчив! Вещь, проходя чрез слух, нередко теряет правоту свою»). Beherzt prägte er Neologismen und erklärte: „Gewohnte und abgegriffene Bezeichnungen geben, so scheint es, dem Wort nicht jene Stärke und Kraft wie frische, kühne und quasi von patriotischer Begeisterung erfüllte“ (russ.: «Обыкновенные и ветхие имена, кажется, не придали бы слову той силы и крепости, каковую свежие, смелые и как бы с патриотическим старанием изобретенные имена»). Aus der Vielzahl der von ihm geprägten Worte, größtenteils umständlich-klobige Neuschöpfungen, haben jedoch einige Eingang in Alltags- und Literatursprache gefunden. Besonders gern verwendete er Slawismen, was ihm die Sympathie A.C. Schischkows zuzog und ihn zugleich zum Gespött der Karamsinisten machte. Er betonte, dass „der Reim nicht das wesentliche der Musik eines Gedichts ausmachen kann“ und oft „dem Ausdruck der schönsten Gefühle und bedeutendsten Gedanken Abbruch tut und fast immer der Seele die Dichtung zerstört“, wenn der Autor ihm die geringsten Zugeständnisse macht. Lange vor Benediktow, Balmont und den Symbolisten am Ende des 19. Jahrhunderts fühlte Bobrow die Sehnsucht nach den „unerhörten Klang“ und der „geheimnisvollen Sprache“ und sprach als erster von der Schönheit des Blankverses.